# Frontera entre Jordania y Siria
File:Jordanian-Syrian border in Dec 2009.jpg|Hito fronterizo en la frontera entre Jordania y Siria
La frontera entre Siria y Jordania tiene una extensión de 375 km.  Fue creada en 1921, con el establecimiento del Emirato de Transjordania. Separa las gobernaciones sirias (oeste a este) de Quneitra, Daraa, As-Suwayda, Damasco, y Homs de las gobernaciones jordanas (de oeste a este) de Al Mafraq e Irbid. Pasa por las proximidades de Basora (Siria). 
Transcurre al sur de los Altos del Golán, ocupados por Israel a lo largo del río Yarmuk y, hacia el este, pasa entre Ar Ramtha y Daraa a través del paso fronterizo de Daraa y hacia el paso fronterizo de Nasib en la carretera de Amán-Damasco, y más allá hacia 32° 18' 40" N, 36° 50' 18" E, donde gira al noreste, recorriendo en línea recta a través del desierto de Siria, que finaliza en el trifinio de Jordania-Siria-Irak a 33° 22' 29" N, 38° 47' 37" E pasado el mar de Galilea.